# Challenger de Tigre
El Challenger de Tigre es un torneo profesional de tenis. Pertenece al ATP Challenger Tour. Se juega desde el año 2022 sobre pistas de tierra batida, en Tigre, Argentina.

## Palmarés

### Individuales
| Año     | Campeón                    | Finalista           | Resultado     |
| ------- | -------------------------- | ------------------- | ------------- |
| 2022-I  | Santiago Rodríguez Taverna | Facundo Díaz Acosta | 6-2, 6-4      |
| 2022-II | Camilo Ugo Carabelli       | Andrea Collarini    | 7-5, 6-2      |
| 2023-I  | Juan Manuel Cerúndolo      | Murkel Dellien      | 4-6, 6-4, 6-2 |
| 2023-II | Juan Manuel Cerúndolo      | Jesper de Jong      | 6-3, 2-6, 6-2 |
| 2024    | No Celebrado               | No Celebrado        | No Celebrado  |
| 2025    | Juan Pablo Varillas        | Daniel Vallejo      | 6-4, 6-4      |

### Dobles
| Año     | Campeones                               | Finalistas                                 | Resultado        |
| ------- | --------------------------------------- | ------------------------------------------ | ---------------- |
| 2022-I  | Conner Huertas del Pino Mats Rosenkranz | Matías Franco Descotte Facundo Díaz Acosta | 5-6 retiro       |
| 2022-II | Guillermo Durán Felipe Meligeni Alves   | Luciano Darderi Juan Bautista Torres       | 3-6, 6-4, [10-3] |
| 2023-I  | Guido Andreozzi Ignacio Carou           | Leonardo Aboian Ignacio Monzón             | 5-7, 6-4, [10-5] |
| 2023-II | Daniel Dutra da Silva Oleg Prihodko     | Chung Yun-seong Christian Langmo           | 6-2, 6-2         |
| 2024    | No Celebrado                            | No Celebrado                               | No Celebrado     |
| 2025    | Mariano Kestelboim Gonzalo Villanueva   | Luís Britto Franco Roncadelli              | 6-2, 7-5         |